# Jean-Baptiste Falcon
Jean-Baptiste Falcon es el inventor de un sistema de tarjetas de perforación para el control de máquinas textiles, que fue asumido por los telares Jacquard . Perfeccionó el sistema con cintas perforadas, introducido en 1925 por Basile Bouchon, del cual él era ayudante. La contribución consistía en utilizar cartones, en lugar de papel, interconectados y formando una cadena.
Basile Bouchon creó el telar semiautomático que permitía hacer más eficiente y rápido el proceso de creación textil. En la máquina original de Bouchon una serie de hilos se pasaban a las agujas horizontales que se colocaban en un dispositivo llamado portaobjetos. A medida que el textil avanzaba, las agujas situadas a un lado indicaban cuáles debían desplazarse hacia abajo al tejido, creando así una patada en la cinta de papel; lo que permitió que muchas agujas pudieran funcionar a la vez, y que cada vez se aplicara el mismo punto a un textil.

## Contribuciones
La contribución de Falcon consistió en que el portaobjetos pudiera contener un mayor número de hilos a la vez, lo que hizo que el número de agujeros que pudiera producir el portaobjetos aumentara también y la eficiencia del trabajo aumentara.
Había un obstáculo en esa idea de que era la pérdida de trabajadores. Pero la innovación también requería que dos trabajadores gestionaran la máquina. Debido a que el tejido debía suministrarse de una manera determinada y controlarlo para asegurarse de que la máquina no tenía ningún problema, aumentó el número de empleados que operaban. Sin embargo, con el aumento de las cuerdas se perdió la eficiencia. Aquí es donde el trabajo de Falcon fue tan importante porque logró que el número de agujas que trabajaban aumentara mientras la máquina aún funcionaba como debía. Esta novedad también permitió trabajar patrones y materiales mucho mayores a la vez. Al poder ampliar el número de agujas, también pudieron ampliar la zona que se podía trabajar, lo que hizo que se pudieran coser piezas mucho mayores porque las agujas adicionales ampliaban la zona de trabajo.
Ésta no fue la única innovación que añadió Jean Baptiste Falcon al telar creado por su mentor. Inicialmente el telar estaba constituido por una cinta de papel perforada que logró que los tejidos se pudieran hacer más rápidos y con mayor uniformidad, pero tenía un inconveniente, que era la tendencia a romperse con un uso continuidad. Por eso Falcon creó una tarjeta rectangular de cartón. Estas tarjetas duraban mucho más, no se rompían, es decir, había menos problemas. El telar podía funcionar durante períodos más largos de tiempo sin tener que sustituir el papel roto. La otra ventaja era que las tarjetas podían conectarse juntas en un bucle.